# Комбайн (журнал)
«Комбайн» — советский литературно-художественный журнал «пролетарско-колхозного» направления, выходивший с декабря 1930 по декабрь 1932 года.
Учредителями журнала значились ЦК сельхозрабочих (в 1931 году название этой организации изменилось на ЦК Союзов рабочих совхозов, МТС и батрачества), Колхозцентр (до № 19 за 1932 год) и Всероссийская организация пролетарско-колхозных писателей (с 1931 Российская организация пролетарско-колхозных писателей).
Ответственный редактор — Иван Батрак.
Журнал ставил своей задачей «борьбу за культурную революцию в деревне, за новый быт и нового совхозно-колхозного писателя», знакомство в художественной форме «с социалистическим строительством в городе и деревне». В журнале печатались Джек Алтаузен, Перец Маркиш, П. Замойский, М. Исаковский и другие.